# باولين فريتاس
باولين فريتاس هو دبلوماسي وسياسي توغولي وفرنسي، ولد في 3 ديسمبر 1909 في لومي في توغو، وتوفي في 17 مايو 1989 في أبيدجان في ساحل العاج. انتخب وزير الخارجية ‏ (1960 – 1963) وانتخب وزير دولة توغو.